# Walter Rogge
Walter Rogge (* 21. November 1822 in Elbing; † 6. September 1892 in Halle) war ein deutscher Journalist.

## Leben
Als Sohn des Kaufmanns Ferdinand Rogge (1793–1863) und dessen Ehefrau Bertha Walther (1803–1859) geboren, studierte Rogge nach dem Besuch des Elbinger Gymnasiums Geschichte und Philologie in Königsberg und Bonn. Während seines Studiums wurde er 1843 Mitglied der Burschenschaft Fridericia Bonn. Nach seinem Studium war er drei Jahre als Lehrer und Oberlehrer an der Höheren Bürgerschule in Elbing tätig. 1848 war er in Berlin. 1849 war er während der Revolution in der Pfalz und in Baden als Redakteur und Berichterstatter für die Konstitutionelle Zeitung tätig. Mit John Prince-Smith, Julius Faucher, Otto Michaelis und anderen gründete er die Berliner Abendpost, die als freihändlerisches Kampfblatt vom Berliner Polizeipräsidenten Karl Ludwig Friedrich von Hinckeldey eingestellt wurde. In den Jahren 1851 und 1852 war er als Zeitungskorrespondent in Paris. Von 1854 bis 1861 war er als Redakteur des Pester Lloyd tätig. Er war auch Korrespondent für die Ostdeutsche Post und die Presse. Bis 1886 lebte er in Wien. Rogge war schriftstellerisch tätig. Er sah sich als Gegner von Joseph Alexander von Helfert.
Rogge war verheiratet mit Caroline Luisa Anna Teichel (* 1832), Tochter eines Kaufmanns.

## Veröffentlichungen (Auswahl)
- Parlamentarische Größen. 2 Bände, Berlin 1850/51. (Online)
- Geschichte der neuesten Zeit seit dem Sturze Napoleons bis auf unsere Tage. Berlin 1853. (Online)
- Österreich von Világos bis zur Gegenwart. Leipzig und Wien 1872/73. (Online)
- Prinz Eugen von Savoyen. Leipzig 1874.
- Österreich seit der Katastrophe Hohenwart – Beust. Leipzig, Wien 1879. (Online)